# Oberzent
Oberzent é um município da Alemanha, situado no distrito de Odenwaldkreis, no estado de Hesse. Tem 165,59 km² de área, e sua população em 2019 foi estimada em 10.194 habitantes.